# روجر بوين
روجر بوين (بالإنجليزية: Roger Bowen)‏ (و. 1932 – 1996 م) هو ممثل، وروائي، وممثل تلفزيوني، من الولايات المتحدة الأمريكية، ولد في أتلبورو، توفي في فلوريدا، عن عمر يناهز 64 عاماً بسبب نوبة قلبية.

## التعليم
تعلم في جامعة براون.

## الخدمة العسكرية
خدم في القوات البرية للولايات المتحدة.

## وصلات خارجية
- روجر بوين على موقع IMDb (الإنجليزية)
- روجر بوين على موقع إن إن دي بي (الإنجليزية)
- روجر بوين على موقع ديسكوغز (الإنجليزية)
- روجر بوين على موقع قاعدة بيانات الفيلم (الإنجليزية)